# Spencer Wiggins
Spencer Wiggins (Memphis (Tennessee), 8 januari 1942 – 13 februari 2023) was een Amerikaanse soul- en gospelzanger. Hij is een exponent van de zogenaamde deep soul en wordt gezien als een van de best bewaarde geheimen van de soulmuziek.

## Levensloop
Wiggins groeide op in zijn geboorteplaats Memphis. In dezelfde buurt woonden ook James Carr en Bobby Bland. Wiggins' ouders stimuleerden hem om zich bezig te houden met muziek, vooral gospel. Zelf zong zijn moeder in het koor van de baptistenkerk waar ze kerkten. In 1964 nam Wiggins zijn eerste single op voor het kleine maar legendarische label Goldwax: Lover's crime. Deze single werd weliswaar uitgebracht onder het sublabel Bandstand USA, maar geproduceerd door Quinton Clanch: de grote man achter Goldwax. Er volgden nog acht singles, maar geen van allen werd een hit. In 1969 stapte Wiggins over naar Fame Records, waarvoor hij twee singles opnam. Ook deze singles waren weinig succesvol. In 1973 verliet Wiggins Memphis en verhuisde naar Miami. Daar werd hij actief voor de baptistenkerk en maakte nog uitsluitend gospelmuziek. Zo bracht hij in 2002 nog een gospelplaat en uit voor het label Tavette. Bij datzelfde label kwam in 2003 een single uit waarop Wiggins mede te horen is (The Tavette All Stars feat. Spencer Wiggins and Co.).
Het Japanse Vivid Sound bracht een compilatie uit van de Goldwax singles, alleen deze compilatie is buiten Japan niet uitgebracht. Ook op twee andere compilaties van Vivid Sound zijn nummers van Wiggins opgenomen. Wiggins werd voor de tweede keer "ontdekt", nu door een kleine schare fanatieke soulliefhebbers. In 2006 bracht het label Kent een compilatie uit die wel wereldwijd verkrijgbaar is. Wegens auteursrechtenkwesties bevat deze compilatie echter wel minder nummers dan de Japanse uitgave. De plaat wordt alom hogelijk geprezen en Wiggins wordt, naast bijvoorbeeld James Carr, gezien als een van de grootste onbekende soulzangers.

## Discografie

### Singles
- 1965 - Lover's crime / What do you think about my baby (Bandstand USA 1004)
- 1966 - Take me (just as I am) / The kind of woman that's got no heart (Goldwax 308)
- 1966 - Old friend / Walking out on you (Goldwax 312)
- 1967 - Uptight good woman / Anything you do is alright (Goldwax 321)
- 1967 - Lonely man / The power of a woman (Goldwax 330)
- 1968 - That's how much I love you / A poor man's son (Goldwax 333)
- 1968 - Once in a while / He's too old (Goldwax 337)
- 1969 - I never loved a woman / Soul city USA (Goldwax 339)
- 1969 - Love machine / Love me tonight (Fame 1463)
- 1970 - Double lovin / I'd rather go blind (Fame 1470)
- 1973 - I can't be satisfied / Take time to love your woman (Sounds of Memphis 716)
- 1973 - I can't get enough of you baby / You're my kind of woman (XL 1345)
- 1973 - Feed the flame / El Paso (XL 1347)
- 2003 - Who dat? The Florida Marlins! (Tavette)

### Albums
- 1999 - Jump for Jesus (alleen cassette)
- 2002 - Keys to the Kingdom (Tavette)
- Soul City U.S.A. (Vivid Sound, Japan VGCD-003)
- Soul Sounds of Memphis (Vivid Sound, Japan) (vijf nummers van Wiggins)
- The Goldwax Collection Vol 1 (Vivid Sound, Japan) (twee nummers van Wiggins)
- 2006 - The Goldwax Years (Kent CDKEND 262)
- 2010 - Feed The Flame: The Fame And XL Recordings (Kent CDKEND 340)